# Frantz Fanon
Frantz Fanon (ur. 20 lipca 1925 w Fort-de-France, Martynika, zm. 6 grudnia 1961 w Bethesda, Stany Zjednoczone) – francuski lekarz psychiatra, pisarz, filozof  oraz działacz polityczny związany z algierskim Frontem Wyzwolenia Narodowego.

## Życiorys

### Dzieciństwo i młodość na Martynice, okres II wojny
Urodził się na Martynice, w mieście Fort-de-France w zamożnej rodzinie. Jego ojciec był urzędnikiem, matka prowadziła sklep. Martynika była wówczas kolonią francuską, wszystkie instytucje, w tym szkoły były wzorowane na instytucjach francuskich, językiem oficjalnym był francuski. W 1943 roku przerwał naukę i udał się statkiem na Dominikę w celu dołączenia do armii Wolnej Francji pod przywództwem generała De Gaulle’a. Nie zrealizował jednak tego zamiaru, prawdopodobnie z powodu młodego wieku, został wydalony z powrotem na Martynikę, gdzie kontynuował naukę.
W 1944 roku po upadku kolaboracyjnego reżimu na Martynice dołączył do wojsk Wolnej Francji. Został przyjęty do marynarki wojennej i wypłynął w rejs do Maroka. W Maroku oddział Fanona został skierowany na szkolenie wojskowe. W tym kraju Fanon po raz pierwszy zetknął się z realiami kolonializmu w krajach Afryki Północnej, co było ważnym tematem w jego późniejszej twórczości. Z Maroka jego oddział został przeniesiony na teren Francji. Fanon wziął udział w walkach II wojny światowej, odniósł rany w walce z armią niemiecką w okolicy miejscowości Nantua pod koniec 1944 roku. Za zasługi wojenne otrzymał odznaczenie Krzyż Wojenny z brązową gwiazdą. W październiku 1945 roku powrócił na Martynikę, gdzie kontynuował edukację w liceum.

### Pobyt we Francji
Po ukończeniu szkoły średniej zdecydował się powrócić do Francji z Martyniki i rozpoczął studia medyczne w Lyonie. Jako weteran wojenny był zwolniony z opłat za studia. Podczas studiów rozpoczął pisanie swojej pierwszej książki, którą wydał w 1952 roku. Zainteresował się także psychiatrią i psychoanalizą. W 1952 roku ukończył studia, pracę magisterską poświęcił m.in. psychoanalizie Jacquesa Lacana. W tym samym roku rozpoczął pracę w szpitalu psychiatrycznym niedaleko Lyonu. W szpitalu zetknął się z pacjentami z Afryki Północnej, co zainspirowało go do refleksji nad związkiem pomiędzy zaburzeniami psychicznymi a kolonializmem.
Swój pierwszy tekst opublikował w czasopiśmie „Esprit” w maju 1951 roku, był to fragment książki Peau noire, masques blancs, którą opublikował w 1952 roku. Jego pierwsza książka nie zebrała początkowo pozytywnych recenzji.

### Algieria

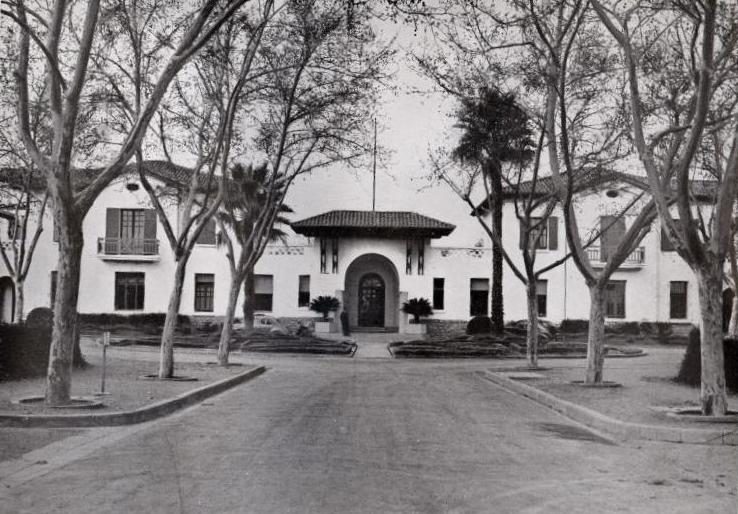
Szpital psychiatryczny w Al-Bulajda, w którym zatrudniony był Frantz Fanon

W 1953 roku zdał egzamin specjalizacyjny z psychiatrii co oznaczało, że może pracować samodzielnie jako lekarz psychiatra. W tym samym roku przeniósł się do Algierii, gdzie, na zlecenie francuskiego ministerstwa zdrowia, rozpoczął pracę jako psychiatra w szpitalu psychiatrycznym w miejscowości Blida (obecna nazwa Al-Bulajda) (Algieria była wówczas kolonią Francji).
Wkrótce po tym, gdy Fanon rozpoczął pracę w szpitalu, rozpoczęła się algierska wojna o niepodległość. Fanon leczył zarówno Francuzów, jak i Algierczyków. Pod wpływem doświadczeń w szpitalu narastał w nim krytycyzm wobec kolonializmu i rasizmu. Potajemnie zaangażował się w wojnę po stronie algierskiego Frontu Wyzwolenia Narodowego (fr. Front de Libération Nationale, FLN). Jego pomoc polegała na tym, że w ramach swojej pracy w szpitalu zapewniał partyzantom lekarstwa i przyjmował ukrywających się działaczy do szpitala, zapewniając im bezpieczną kryjówkę. W 1956 roku jego działalność została wykryta przez rząd Francji, dla którego wciąż oficjalnie pracował w szpitalu. Zrezygnował ze stanowiska i został wydalony z Algierii przez rząd francuski. Osiedlił się w Tunisie, gdzie już jawnie angażował się w działalność FLN (organizacja stworzyła w Tunisie rząd na emigracji).
W tym okresie Fanon aktywnie działał na rzecz niepodległości Algierii, publikował liczne artykuły na temat rasizmu i kolonializmu. W oczach zachodniej opinii publicznej stał się ikoną walki o niepodległość Algierii . Ze względu na jego aktywność polityczną doszło do kilku zamachów na jego życie.
W 1960 roku, gdy pracował jako ambasador Algierii w Ghanie, zdiagnozowano u niego białaczkę. Początkowo leczył się w ZSRR, następnie w 1961 roku z pomocą CIA został przetransportowany na leczenie do szpitala w USA. CIA udzieliło mu pomocy, ponieważ rząd amerykański był zainteresowany uzyskaniem tajnych informacji na temat działań partyzantów w Afryce Północnej. W momencie przylotu do USA jego stan był już jednak ciężki. Zmarł 6 grudnia 1961 roku.

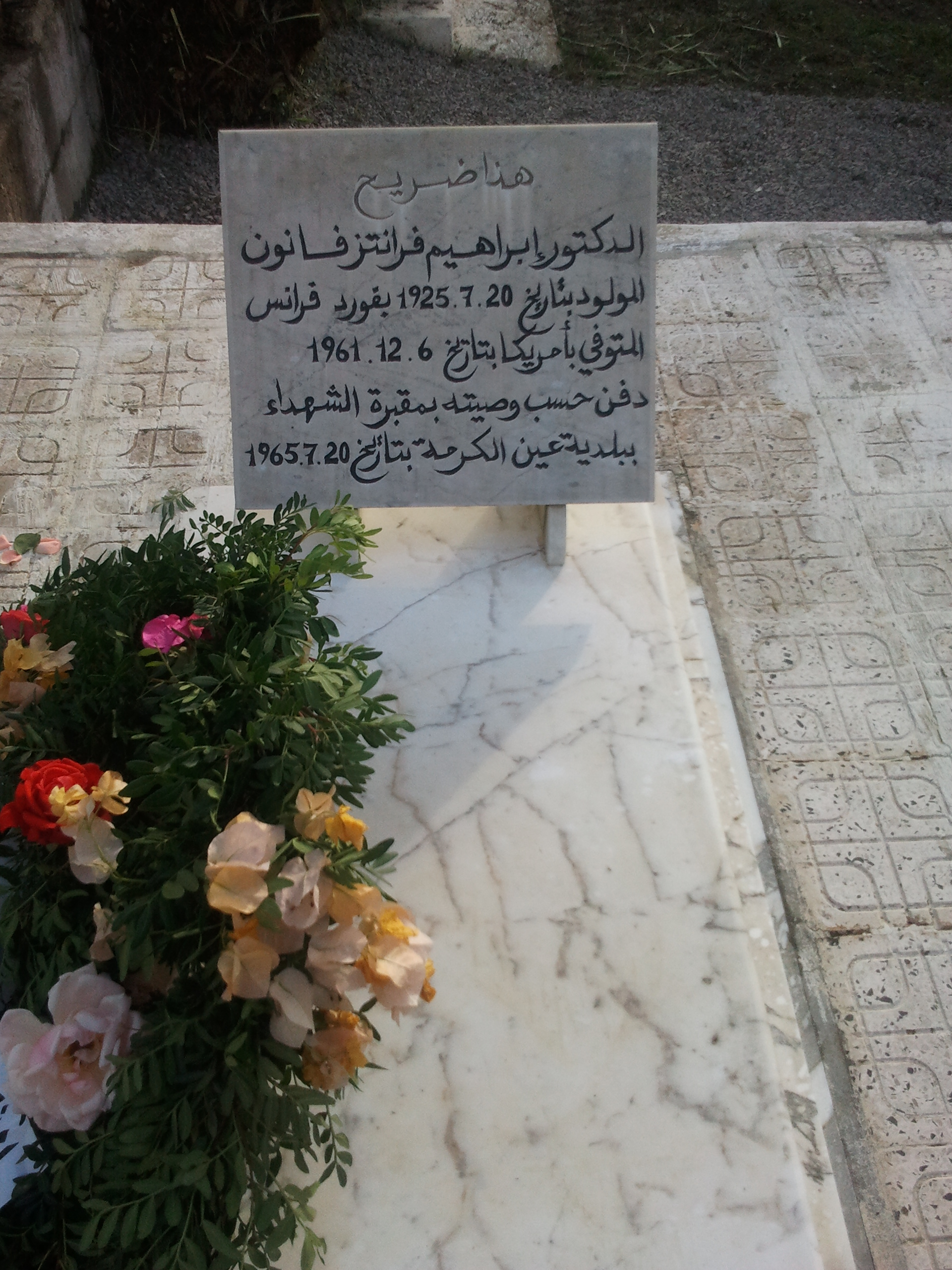
Grób Frantza Fanona

## Poglądy
Najbardziej wpływowym dziełem Fanona jest książka „Wyklęty lud ziemi” (1961). Fanon analizuje w niej mechanizm przemocy kolonialnej i uzasadnia konieczność sięgnięcia po przemoc przez grupy skolonizowane. Zmaganie pomiędzy kolonializmem a anty-kolonializmem umieszcza w kontekście walki między kapitalizmem a socjalizmem. Za zagrożenie dla losów krajów kolonialnych po uzyskaniu niepodległości uznaje rządy elit wychowanych w czasach kolonialnych. Uważa, że jeśli w krajach Afryki po odzyskaniu niepodległości nie dojdzie do wzrostu poziomu zamożności ludności doprowadzi to do wzrostu radykalizmu i przemocy plemiennej. W pracy inspiruje się dziełami Marksa, Jeana-Paula Sartre’a i Sigmunda Freuda. Krytycznie odnosi się do zachodniego humanizmu, argumentując, że stanowił on uzasadnienie władzy nad krajami Afryki. Podkreśla znaczenie tworzenia kultur narodowych, autonomicznych i niezależnych od kultury zachodu.

## Recepcja
Teksty Fanona wywarły wpływ na intelektualistów krajów Trzeciego Świata, USA i Europy Zachodniej w krajach gdzie tematyka rasy i kolonializmu odgrywała wówczas istotną rolę. Na dzieła Fanona powoływali się: Malcolm X, Amiri Baraka, Homi Bhabha, Edward Said, ruch Black Power. Jego dzieła miały znaczący wpływ na studia postkolonialne, teorię krytyczną, badania nad rasizmem. Jego życie i twórczość były inspiracją dla wielu narodowych ruchów wyzwoleńczych.

## Publikacje
- Peau noire, masques blancs (1952), wyd. pol. Czarna skóra, białe maski, tłum. Urszula Kropiwiec, Karakter, Kraków 2020
- L’An V de la révolution algérienne (1959), wyd. pol. Algieria zrzuca zasłonę, tłum. Zygmunt Szymański, Iskry, Warszawa 1962
- Les Damnés de la terre (1961), wyd. pol. Wyklęty lud ziemi (1985, tłum. Hanna Tygielska, Państwowy Instytut Wydawniczy, Warszawa, z posłowiem Jeana-Paula Sartre’a)
- Pour la révolution africaine (1964).